# Québecbrug
De Québecbrug (Frans: Pont de Québec, Engels: Quebec Bridge) is een brug over de Saint Lawrencerivier ten westen van de Canadese stad Québec in de gelijknamige provincie. De brug is in gebruik genomen op 3 december 1917 en officieel geopend op 22 augustus 1919 door de toenmalige prins van Wales, Eduard VIII. In 1966 is de brug tot monument verklaard. De brug ligt 200 meter ten oosten van de Pierre Laportebrug.

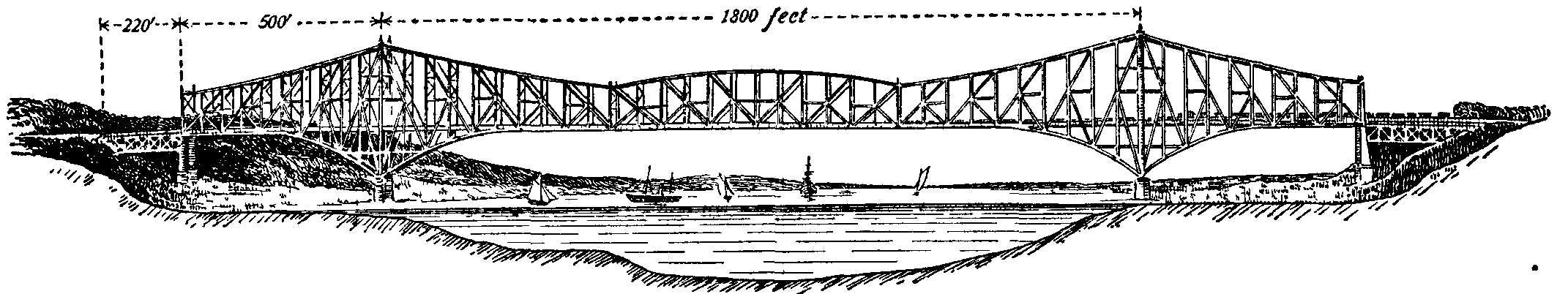
Tekening van het oorspronkelijke ontwerp van de brug

De brug is gebouwd van staal met klinknagels en is 987 meter lang, 29 m breed, en 104 m hoog. Cantilever armen van 177 m lengte ondersteunen een 195 m lange centrale overspanning, waardoor de totale overspanning uitkomt op 549 m. Deze brug is qua overspanning hiermee de langste cantileverbrug ter wereld.
Tijdens de bouw is de brug tweemaal (deels) ingestort: op 19 augustus 1907 stortte de zuidelijke cantilever in, en op 11 september 1916 viel het middendeel tijdens het ophijsen in de rivier. Bij beide ongevallen samen zijn 89 doden gevallen, waaronder tientallen Mohawk indianen, m.n. uit Kahnawake.
Deze gebeurtenissen hebben grote invloed gehad op het ontstaan van beroepsorganisaties voor ingenieurs in Canada. Deze organisaties, zoals de Ordre des Ingénieurs du Québec, bewaken tegenwoordig namens de overheid de competentie en de integriteit van de ingenieurs.
De constructie is uiteindelijk voltooid op 20 september 1917; op 17 oktober reed de eerste locomotief over de brug.

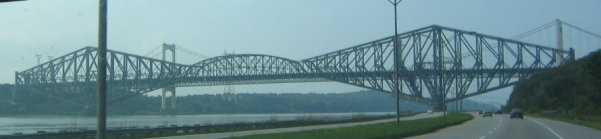
De Québecbrug

De brug is gebouwd als spoorbrug met zowel trein- als tramsporen. Later zijn de trambaan en een van de twee treinsporen vervangen door in totaal drie  rijstroken en een voetpad. De brug is sinds 1993 eigendom van Canadian National.

## Galerij

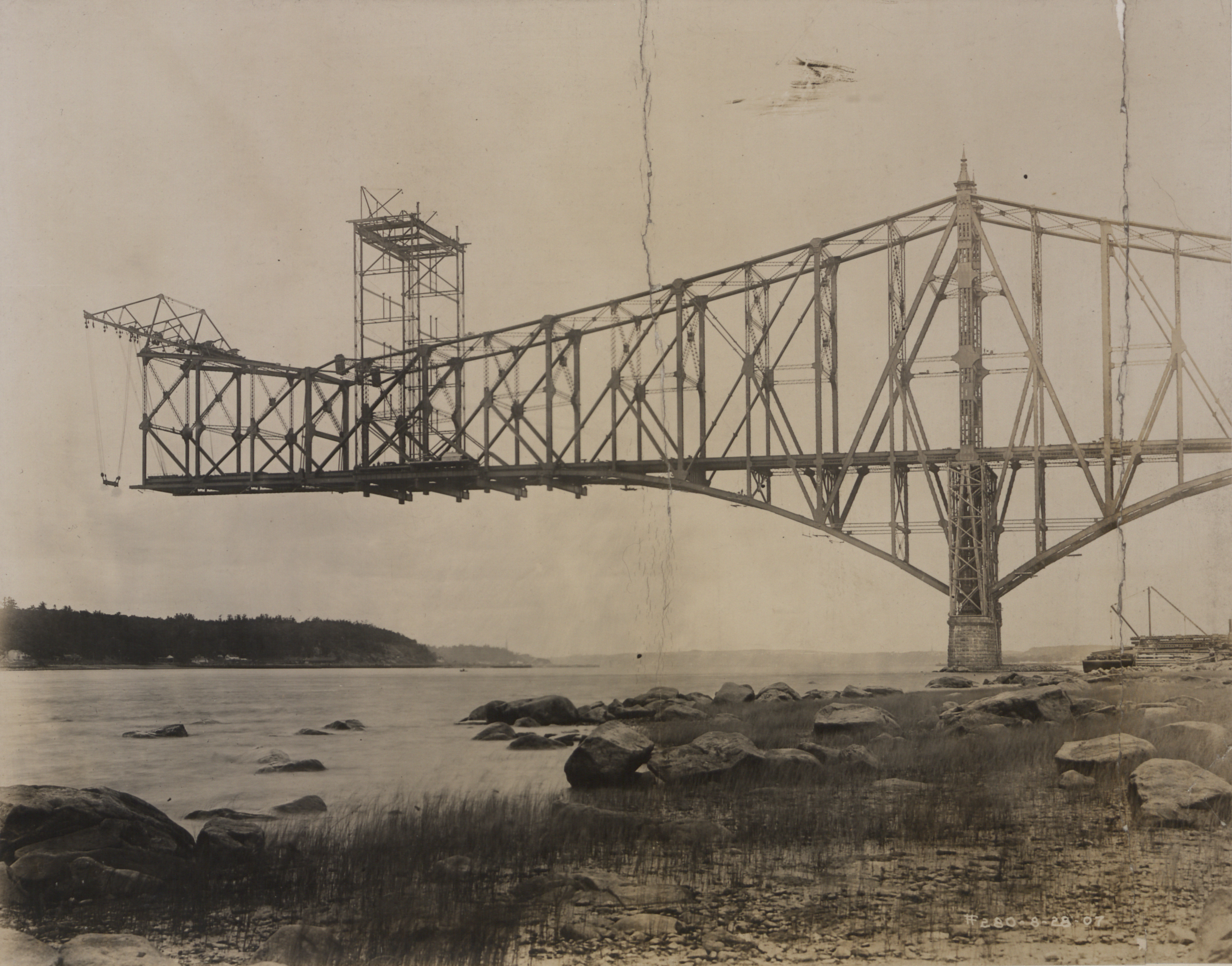
De brug voor de instorting in 1907
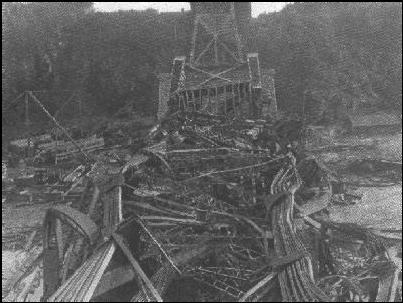
De rampplek in 1907
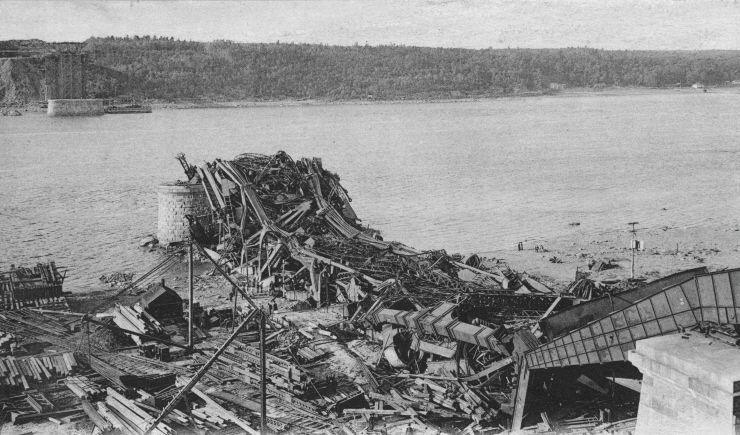
Vanaf de kade gezien
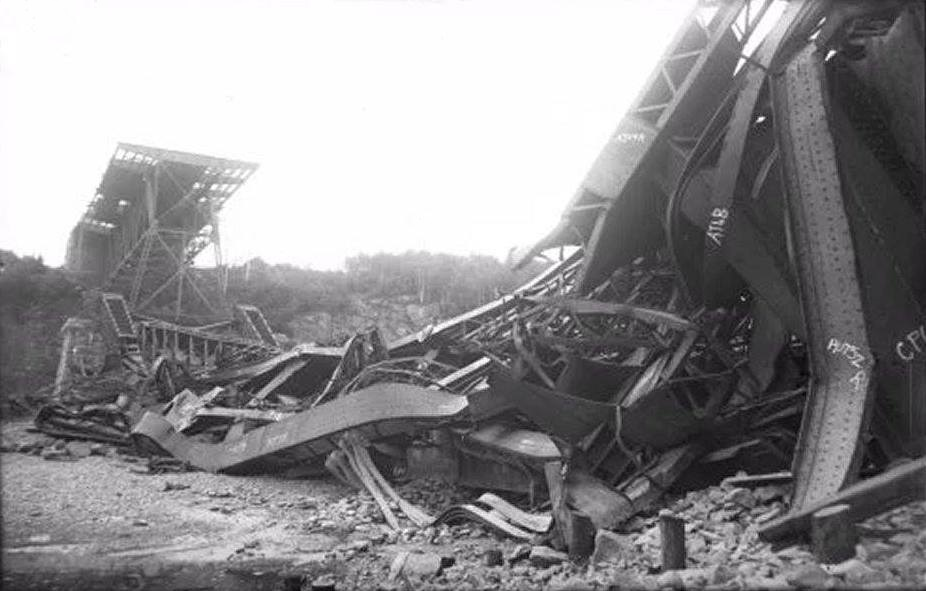
De ravage gezien vanaf de rivierbedding
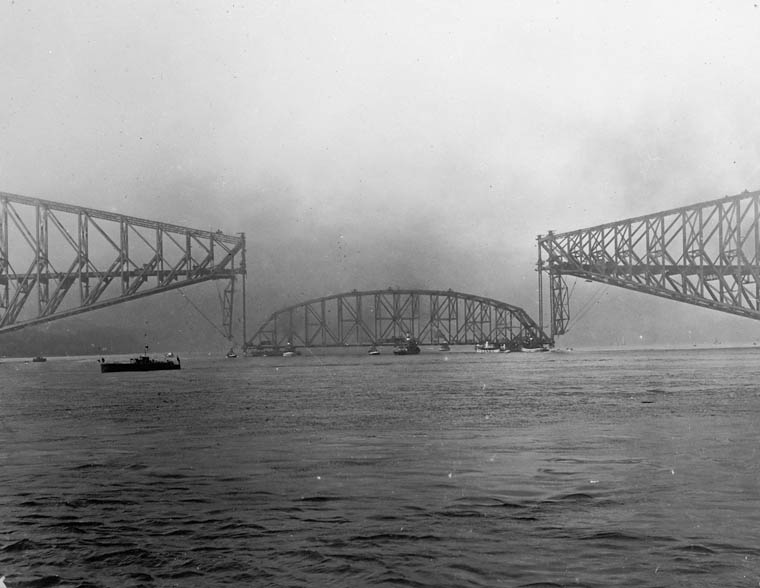
Het middengedeelte wordt omhoog gehesen
De tweede instorting in 1916
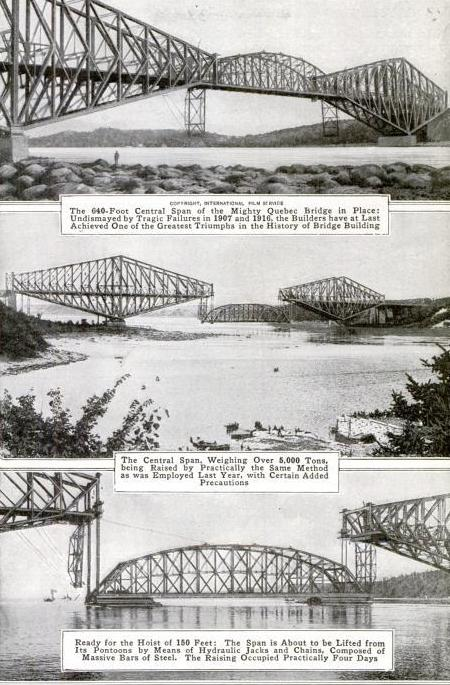
Het afbouwen van de brug in 1919
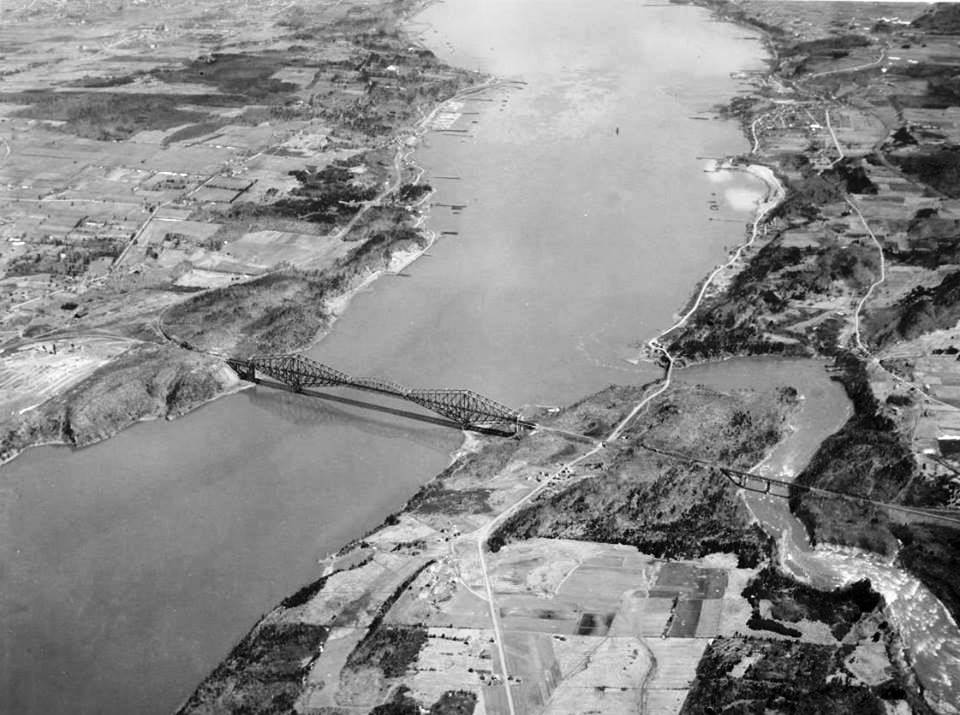
De brug van boven gezien in 1925
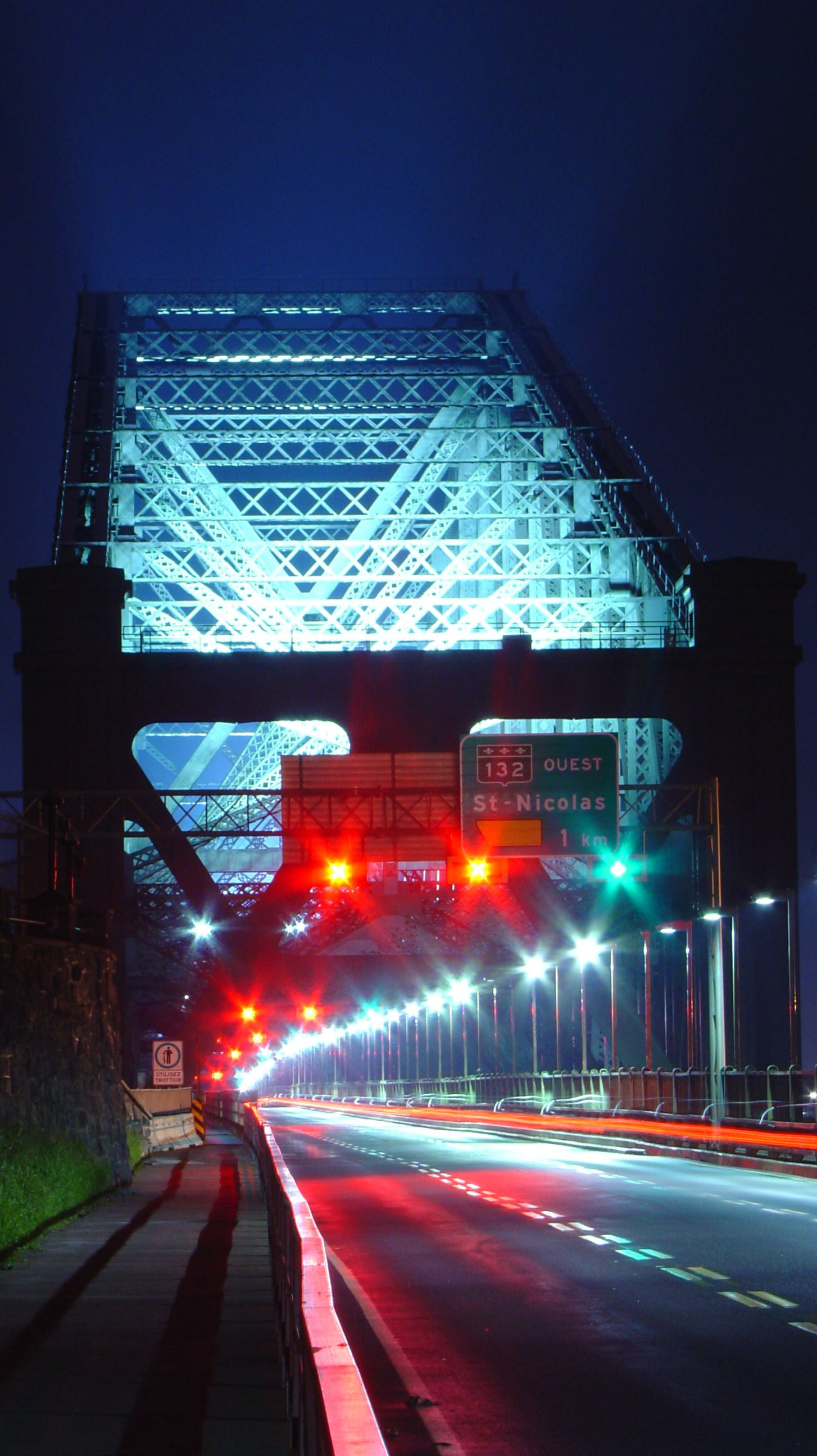
Noordelijke toegang
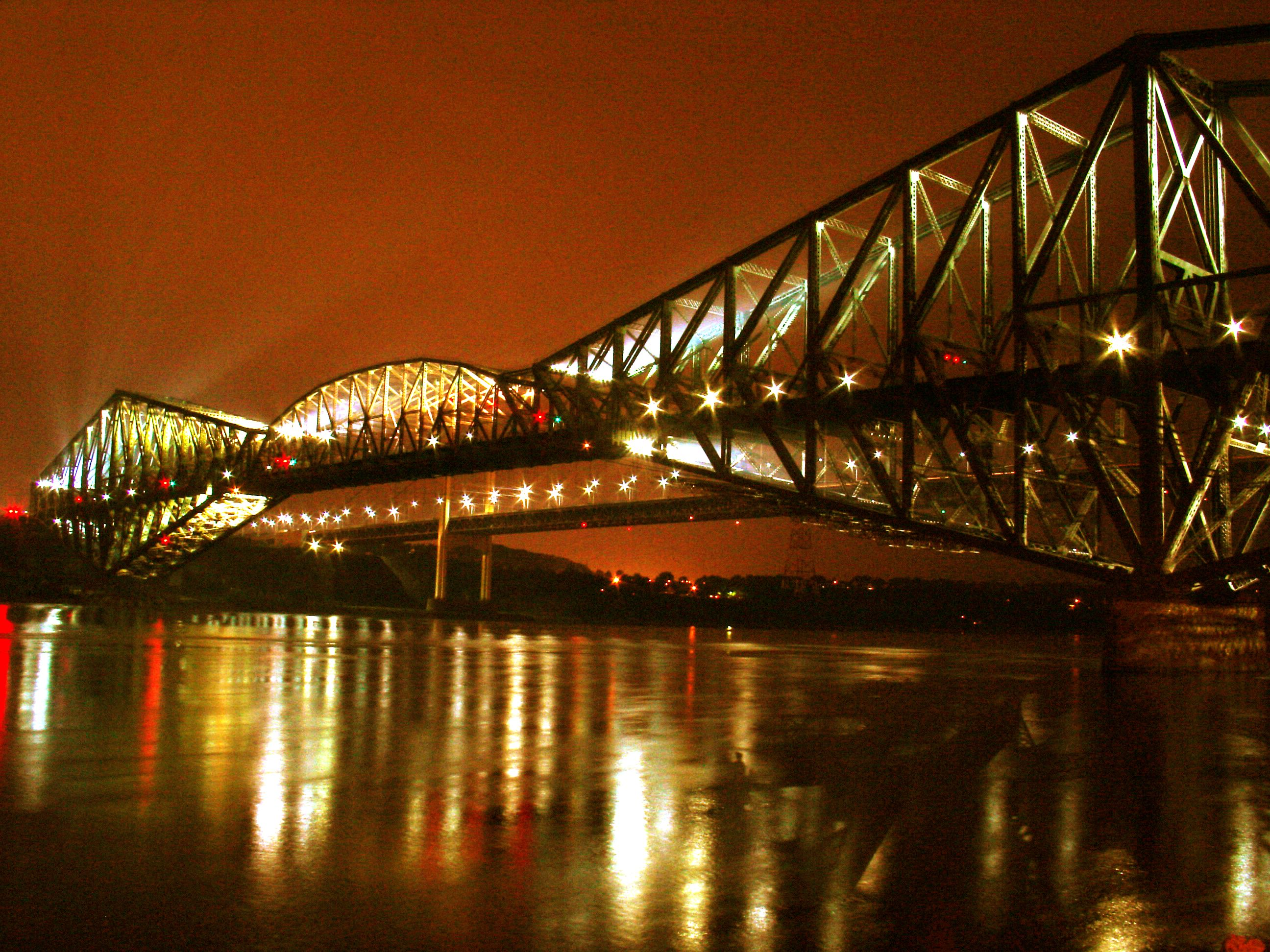
De verlichte brug
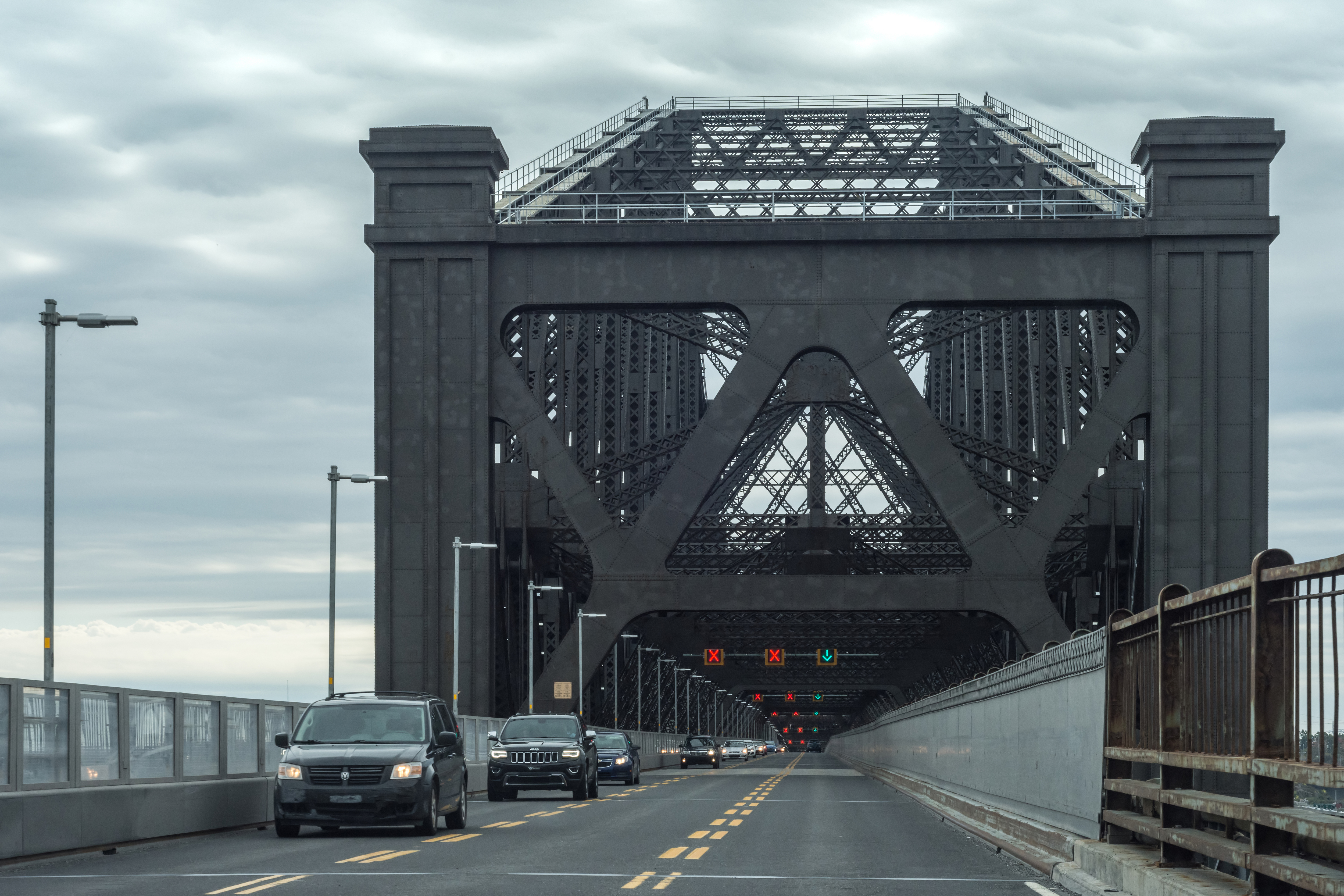
Het wegdek van de brug
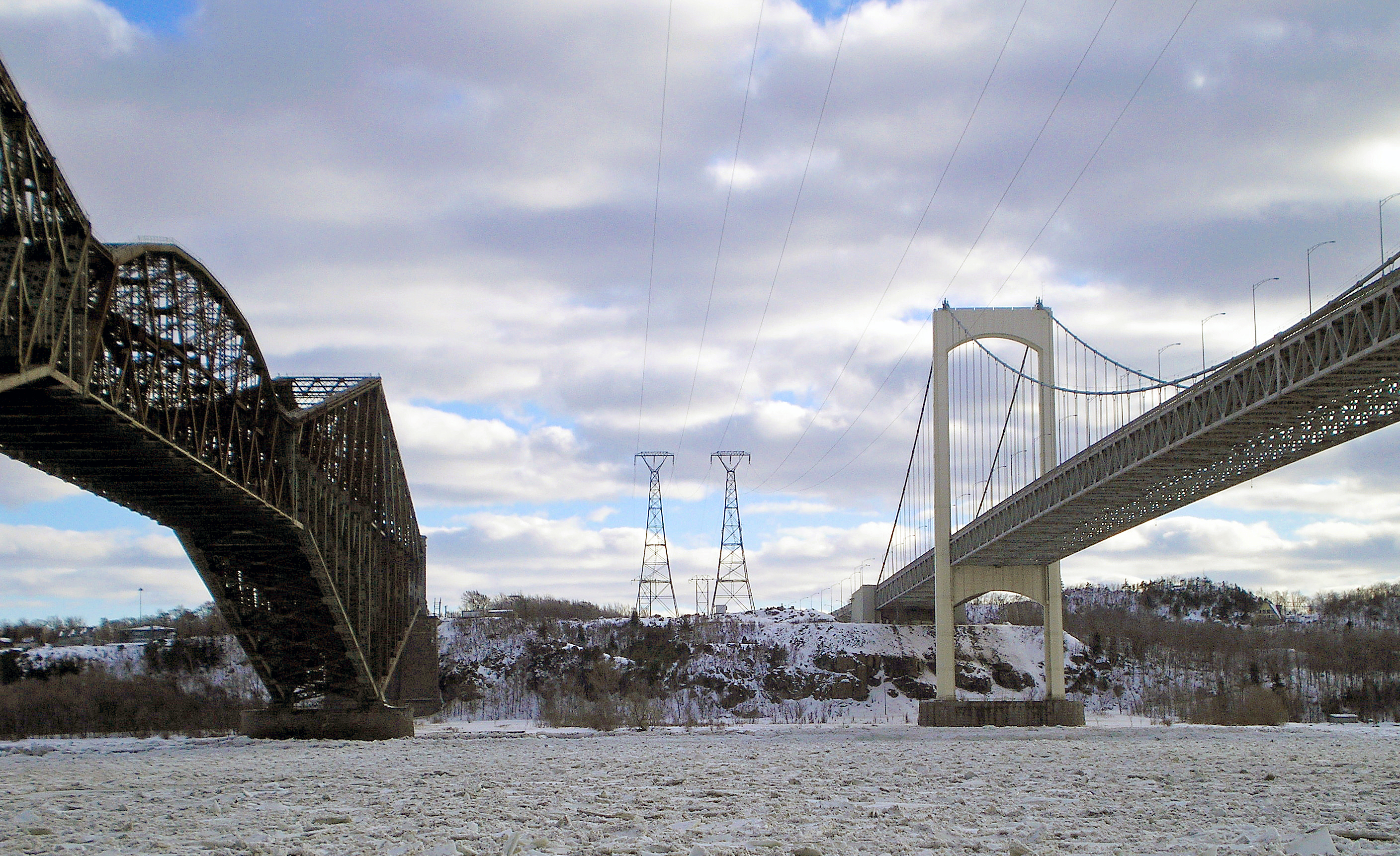
De twee bruggen over de Saint Lawrencerivier